# Giovanni Arena (politico)
Giovanni Maria Arena (Viterbo, 18 gennaio 1950) è un politico italiano, sindaco di Viterbo dal 2018 al 2021.

## Biografia
Figlio di Salvatore Arena, già sindaco di Viterbo. Ha conseguito la laurea in scienze motorie presso l'Università di Perugia e ha esercitato la professione di docente di liceo. 
Nel 1999 fu nominato vicesindaco e assessore all'ambiente, alla pubblica istruzione e allo spettacolo del comune di Viterbo fino al 2011, quando fu poi nominato sub-commissario dell'ARPA Lazio. Nel 2015 viene nominato consulente della commissione parlamentare d'inchiesta sul ciclo dei rifiuti.
Alle elezioni comunali del 2018 si candida alla carica di sindaco di Viterbo con una coalizione di centro-destra composta da Forza Italia, Lega, Fratelli d'Italia e la lista civica Fondazione!, risultando poi eletto al ballottaggio con il 51,09% dei voti ed entrando in carica il 27 giugno. 
Il 21 dicembre 2021 viene sfiduciato dopo che 19 dei consiglieri comunali (14 della maggioranza e 5 delle opposizioni) rassegnarono irrevocabilmente le loro dimissioni, costringendo difatti lo stesso Arena a dimettersi anch'egli il 27 dicembre successivo.